# Трериксрёсет

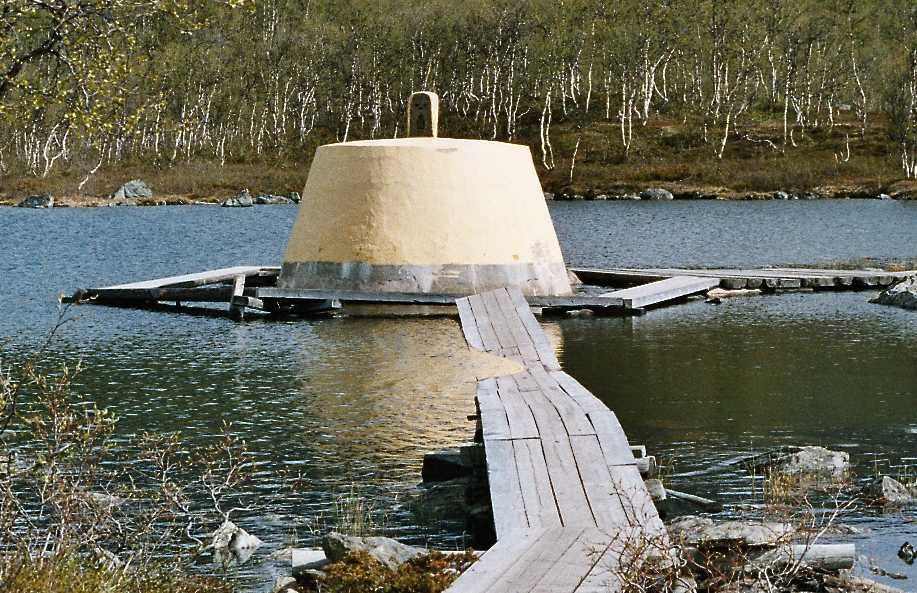
Трериксрёсет

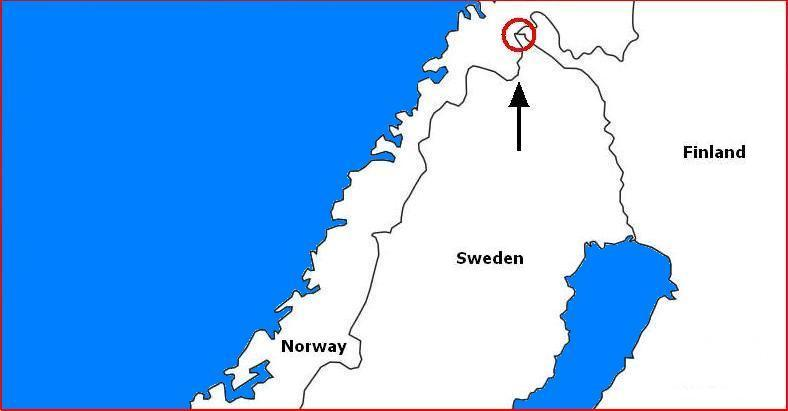
Местоположение Трериксросёта на карте Скандинавии

Трери́ксрёсет (швед. Treriksröset, норв. Treriksrøysa, фин. Kolmen valtakunnan rajapyykki) — пограничная точка, в которой сходятся границы Швеции, Норвегии и Финляндии. Точка расположена приблизительно на 69°03′36″ с. ш. 20°32′50″ в. д.. На границах расположены муниципалитеты  Энонтекиё (Финляндия) , Кируна (Швеция),и Стурфьорд (Норвегия) .
Название может быть переведено на русский язык как «каирн трёх стран» и связано с каменным памятным знаком, возведённым в 1897 году по указу правительств Норвегии и России (управлявшей Финляндией в то время). Шведы не согласились с норвежской пограничной комиссией и не признавали пограничный знак до 1901 года.
В настоящее время Трериксрёсет является самой северной точкой Швеции и самой западной точкой континентальной Финляндии.
Памятный знак представляет собой жёлтый куполообразный бетонный искусственный остров, расположенный в 10 м от берега озера Голдаярви. Нынешний знак установлен в 1926 году.